# Кумбино
Ку́мбино (баш. Көмбә)  — село в Белорецком районе Республики Башкортостан России. Входит в состав Инзерского сельсовета.

## География

### Географическое положение
Находится на правом берегу реки Малый Инзер. Напротив расположено село Инзер.
Расстояние до:
- районного центра (Белорецк): 98 км,
- центра сельсовета (Инзер): 9 км,
- ближайшей ж.-д. станции (Инзер): 9 км.

## Население
| 2002 | 2009 | 2010 |
| ---- | ---- | ---- |
| 60   | →60  | ↘49  |